# 史密斯訴奧爾賴特案
史密斯訴奧爾賴特案，321 U.S. 649 (1944)，是有關投票權以及延伸到種族隔離制度，美國最高法院的里程碑判決。本案推翻了民主黨在得州使用的全白人初選，以及其他也使用該規則的州份。

## 背景
朗尼·E·史密斯（Lonnie E. Smith），得州哈里斯縣（Harris County）的黑人選民，以在民主黨初選中的投票權為由，起訴縣選舉官員的S·S·奧爾賴特（S. S. Allwright）。他所挑戰的法律使得黨派得以強制規定初選中的所有選民必須是白人。因為民主黨自19世紀後期起已經控制了南方各州的政治，大部分南方選舉都以民主黨初選的結果決定。瑟古德·馬歇爾代表NAACP在本案中為朗尼·E·史密斯進行庭辯。

## 議題
德州聲稱民主黨是私人組織，故得以設置自己的會員規則。史密斯認為該法律問題在於以否認他的投票能力的方式，實質上剝奪了他在他的司法權限範圍內唯一最有意義的選舉中投票的權利。

## 判決
法院同意，被限制的初選使史密斯不受法律保護，判決史密斯勝訴。

## 外部連結
英語维基文库中与本条目相关的原始文献：
- Smith v. Allwright, 321 U.S. 649 (1944)的文本可参见：Justia · Findlaw